# كيرين آن
كيرين آن (بالعبرية: קרן אן זיידל) (مواليد 10 مارس 1974 في قيسارية، إسرائيل)، هي مغنية وكاتبة أغاني ومنتجة وملحنة هولندية، كما تعمل مُهندسة في باريس وتل أبيب ونيويورك. وهي تعزف على الغيتار والبيانو والكلارينيت.

## وصلات خارجية
- كيرين آن على موقع IMDb (الإنجليزية)
- كيرين آن على موقع ميوزك برينز (الإنجليزية)
- كيرين آن على موقع إن إن دي بي (الإنجليزية)
- كيرين آن على موقع أول ميوزيك (الإنجليزية)
- كيرين آن على موقع ديسكوغز (الإنجليزية)

- الموقع الإلكتروني